# 列日革命
列日革命，也称快乐革命（法語：Heureuse Révolution),反对列日采邑主教区主教。革命于1789年8月18日开始，一直持续到1791年列日共和国（法語：République liégeoise）解体和奥地利军队重新建立列日采邑主教区。列日革命与法国大革命同时发生，其影响持续很长时间，最终导致列日采邑主教区于1795年被法国革命占领军废除。列日革命是大西洋革命的一部分。